# Битва за Власеницу (1943)
Вторая битва за Власеницу 1943 (сербохорв. Друга битка за Власенице / Druga bitka za Vlasenice), также Второе нападение НОАЮ на Власеницу в июне 1943 года (серб. Други напад НОВЈ на Власеницу јуна 1943. / Drugi napad NOVJ na Vlasenicu juna 1943.) — вторая операция Народно-освободительной армии Югославии по попытке захвата города Власеницы, который защищали 3 тысячи солдат НГХ. Штурм, который состоялся вечером 26 июня, успешно завершился взятием города: партизаны разгромили превосходившие в 1,5-2 раза силы противника. В бою, однако, был убит командир 1-й пролетарской ударной бригады Анте Билобрк, Народный герой Югославии.

## План атаки
В июне 1943 года войска НОАЮ подошли к Власенице (прибыли 1-я и 2-я воеводинские пролетарские ударные бригады). Вскоре после битвы на Сутьеске к ним присоединились и части 1-й пролетарской дивизии (в частности, 1-я пролетарская ударная бригада). Воеводинские дивизии предприняли попытку взять город сходу в ночь с 24 на 25 июня, но попытка самостоятельно взять город окончилась неудачей. Очередной штурм был запланирован на следующую ночь
В состав гарнизона Власеницы перед вторым штурмом, помимо 15-го домобранского пехотного полка, находился только 3-й батальон 1-й усташской бригады. Во время начала атаки в город немедленно перебросили 21-й батальон из Дринячи и 29-й батальон из Сребреницы. На помощь также пришли остатки 28-го батальона, который скрывался в Хан-Пиесаке, взятом 1-й пролетарской дивизией 25 июня. Также помощь оказывали ещё 40 усташских милиционеров.
План атаки выглядел следующим образом. 1-я пролетарская дивизия атаковала линию Кик-Орловача и стремилась взять высоту 662, причём каждый батальон получил своё задание: 1-й и 3-й батальоны должны были переправиться через реку Сушице и атаковать с той стороны город, 4-й и 6-й батальоны должны были перекрыть дороги в Хан-Пиесак и Миличи. Обе воеводинские бригады атаковали с северной стороны, ориентируясь по линии Незировичи-Друм и по церкви города. Часть отрядов прикрывали войска на холме близ Хан Йоховца со стороны Зворника.

## Ход боёв
Ожидание прибытия подкреплений привело к тому, что атака на город началась в 8 часов вечера 26 июня. Ключевыми пунктами обороны города были места Кик и Орловача, где усташи установили несколько бункеров, выкопали рвы и поставили самодельные укрепления. Именно оттуда открывалась кратчайшая дорога к Власеницы. За эти пункты и завязались самые ожесточённые бои.
Усташи защищались с агрессией и упорством, надеясь повторно отбить и этот штурм, когда на них напали только воеводинцы. Около полуночи сербы вошли в город, начав уличные бои. Бомбаши 1-й пролетарской бригады стремительно зачищали бункеры, приближаясь к Кику. Ночью местечко было освобождено, утром весь город оказался в руках сербов, и хорватские войска сдались. Несдавшиеся войска сумели вырваться в направлении Миличей и Зворника. В ходе битвы были разбиты 15-й усташский пехотный полк, известный из-за массовых убийств в Яни, и 3-й батальон 1-й усташской бригады.
В донесении Штаба 3-го домобранского сбора от 26 июня 1943 года о битве говорилось, что окончательная потеря Восточной Боснии уже стала неизбежной:

До сих пор для удерживания Восточной Боснии предпринимались меры как командирами немецких дивизий в Сараево, так и командирами немецких войск в Хорватии. Несмотря на всё это, Восточная Босния предоставлена теперь самой себе, и теперь она упорно отбивает у нас один за другим города, которые мы взяли огромной ценой весной 1942 года.